# Germaine (film)
Germaine è un film muto italiano del 1922 diretto da Augusto Camerini.